# سوفی لوفور
 سوفی لوفور (فرانسوی: Sophie Lefèvre‎؛ زادهٔ ۲۳ فوریهٔ ۱۹۸۱) یک تنیس‌باز اهل فرانسه است.